# Pfützenstraße 15 (Griesheim)
Das ehemalige Bauernhaus Pfützenstraße 15 ist ein denkmalgeschütztes Bauwerk in Griesheim.

## Geschichte und Beschreibung
Das Bauernhaus wurde in der Zeit des ausgehenden 17./beginnenden 18. Jahrhunderts erbaut.
Das zweigeschossige Haus besitzt unter dem Putz ein intaktes Fachwerk (ungestörte Fensterteilung).
Im Giebelfeld befinden sich zwei kleine mit Stichbogen versehenen profilierten Fenstereinfassungen.
Das Satteldach ist biberschwanzgedeckt.

## Denkmalschutz
Die Hofreite gehört zu den letzten noch erhaltenen aus der Bauzeit.
Sie prägt hier entscheidend das Straßenbild.
Das Bauernhaus ist ein typisches Beispiel für ein Fachwerkhaus in Griesheim.
Aus architektonischen-, baukünstlerischen- und stadtgeschichtlichen Gründen steht es unter Denkmalschutz.